# Phaethon (Mythologie)

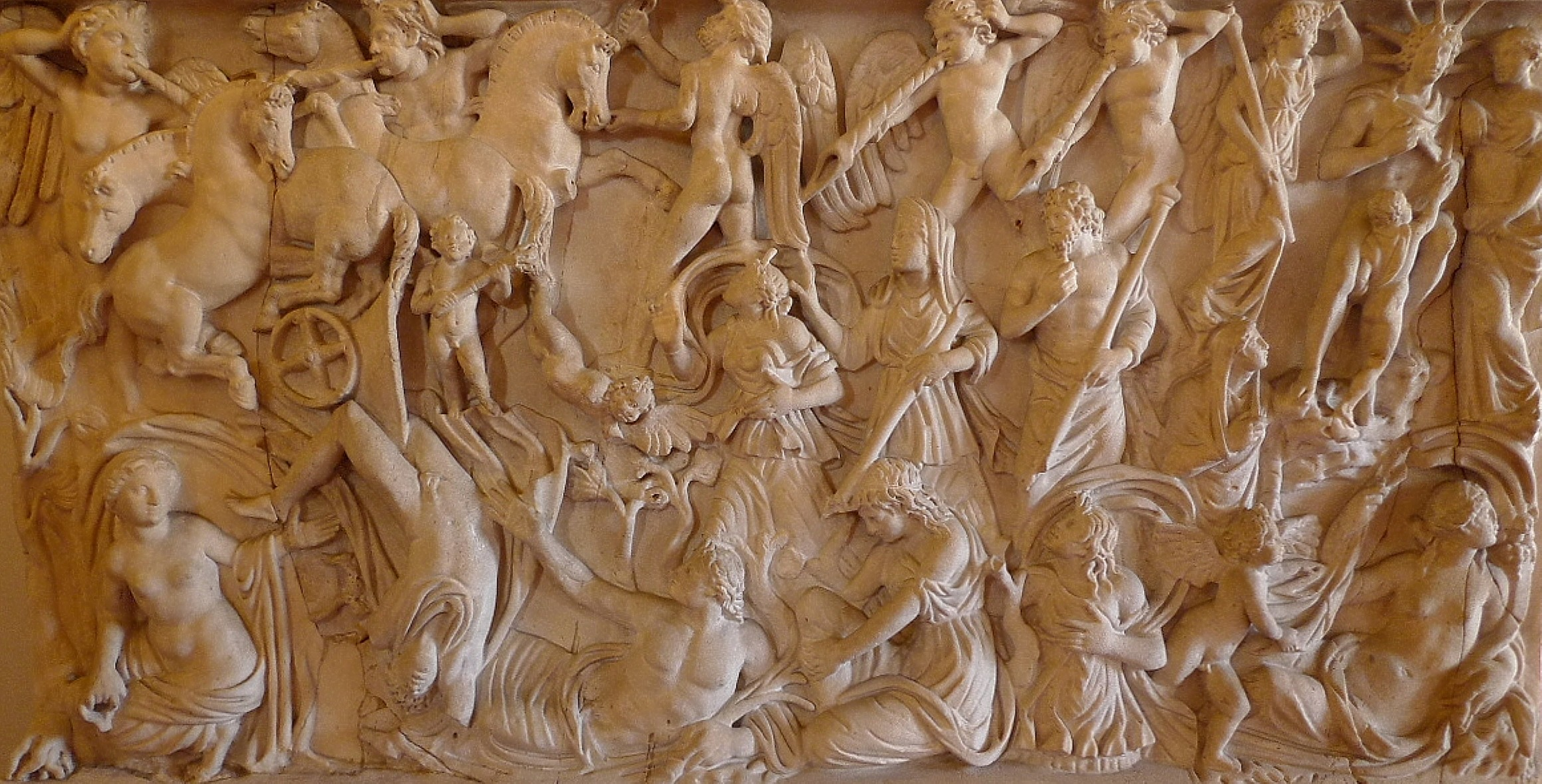
Phaetons Sturz – römischer Sarkophag (1. Jh. n. Chr.)

Phaethon, auch Phaeton oder Phaëthon (altgriechisch Φαέθων Phaéthōn, deutsch ‚der Strahlende‘, von φαίνειν phaínein, deutsch ‚scheinen‘), ist in der griechischen Mythologie bei Hesiod der Sohn des Kephalos und der Göttin Eos, der Schwester des Sonnengottes Helios. Seit Euripides (5. Jahrhundert v. Chr.) ist Phaethon der Sohn des Helios und der Klymene oder der Rhode, also ein Neffe der Eos.
Phaethon, der Sohn des Helios, wird zum Beispiel in Platons Timaios erwähnt. Die bekanntesten Varianten des Mythos stammen von Hesiod und von Ovid, der in seinen Metamorphosen 1,747–2,400 die ausführlichste und bis heute kanonische Lesart der Erzählung entwickelt hat.
Phaeton ist auch als Namenspatron in Wissenschaft und Technik bedeutsam, siehe Phaeton.

## Darstellung des Ovid
Als Phaethon heranwächst, spricht ihm Epaphos, der Sohn der Io und des Jupiter, die göttliche Abstammung von Helios ab. Die Mutter Klymene versichert Phaethon, dass er der Sohn des Sonnengottes sei, und rät, den Vater im Sonnenpalast aufzusuchen und ein Zeugnis seiner Vaterschaft einzufordern. Helios, der Sonnengott, der ihn im Palast aufnimmt und als Sohn anerkennt, verpflichtet sich durch einen Eid, dem Sohn ein Geschenk seiner Wahl zu gewähren.
Phaethon erbittet sich nun, für einen Tag den Sonnenwagen lenken zu dürfen. Helios versucht, seinen Sohn von diesem Plan abzubringen – jedoch vergeblich. Phaethon besteigt, als die Nacht zu Ende geht, den kostbaren und reich verzierten Sonnenwagen des Vaters. Das Viergespann rast los und gerät bald außer Kontrolle. Phaethon verlässt die tägliche Fahrstrecke zwischen Himmel und Erde und löst eine Katastrophe universalen Ausmaßes aus.
Ovid berichtet:

„Überall dort, wo die Erde am höchsten ist, wird sie vom Feuer ergriffen, bekommt Spalten und Risse und dörrt aus, weil ihr die Säfte entzogen sind. Das Gras wird grau, samt seinen Blättern brennt der Baum, und das trockene Saatfeld liefert seinem eigenen Untergang Nahrung […] Große Städte gehen mit ihren Mauern unter, und der Brand legt ganze Länder mit ihren Völkern in Asche.“

Ätiologisch erklärt Ovid die dunkle Hautfarbe der „Athiopier“ damit, dass der Sonnenwagen dicht über sie hingerast sei, wodurch ihnen „das Blut nach oben gestiegen“ und sie dadurch schwarz geworden seien. Auch sei so die Wüste in Libyen entstanden, die Sahara. Erst Jupiter, von der „alma Tellus“ (so viel wie Mutter Erde) um Hilfe gerufen, bereitet der drohenden Weltvernichtung ein Ende und schleudert einen Blitz. Der Wagen wird zertrümmert und der Wagenlenker Phaethon stürzt in die Tiefe, wo er tot im Fluss Eridanus landet. Seine Schwestern, die Heliaden, weinen um ihn und werden am Ufer in Pappeln verwandelt, von denen die Tränen in Form des als Bernstein bekannten Pflanzenharzes herabtropfen. Auch der ligurische König Cycnus, ein Verwandter Phaethons und sein Geliebter, eilt untröstlich herbei. Er wird von Apoll aus Mitleid in einen Schwan (lateinisch cycnus und cygnus) verwandelt.
Die Inschrift auf dem Grabstein lautet nach Ovid:

„Hier ruht Phaethon, der Lenker des väterlichen Wagens; zwar konnte er ihn nicht meistern, starb aber, nachdem er Großes gewagt hatte.“

Auffällig ist nach Siegmar Döpp, dass Ovid den Katasterismos, die Verwandlung Phaethons in einen Stern, die in anderen antiken Texten wie den Dionysiaka des Nonnos von Panopolis (5. Jahrhundert) erzählt wird, weglässt. Dies hat seines Erachtens seinen Grund in der Komposition des Werkes: Die Entstehung der Welt aus dem Chaos und ihre Zerstörung in der deukalionischen Flut erzählt Ovid im ersten Buch des Metamorphosen als Verwandlungen. Der Phaethon-Mythos, der am Ende des ersten und im ersten Drittel des zweiten Buches erzählt wird, stellt nach Döpps Meinung darauf bezogen ebenfalls eine Metamorphose dar: nicht die des Namensgebers, sondern die Rückverwandlung der ganzen Welt im Feuer, die durch göttliches Eingreifen noch einmal verhindert worden sei.

## Rezeption

### Kunst, Literatur und Musik
Der „Sturz des Phaethon“ wurde häufig in der Kunst dargestellt, beispielsweise von Peter Paul Rubens oder Michelangelo. Als Warnung vor Überheblichkeit und Selbstüberschätzung findet er sich in fürstlichen Räumen und großbürgerlichen Festsälen; das Deckenbild von Georg Pencz im Hirsvogelsaal in Nürnberg gilt hierfür als frühes Beispiel in der deutschen Kunst.
Jean-Baptiste Lully komponierte die Tragédie lyrique Phaëton auf ein Libretto von Philippe Quinault, uraufgeführt am 6. Januar 1683 in Versailles.
Carl Ditters von Dittersdorf komponierte seine Symphonie Nr. 2 in D-Dur Der Sturz Phaёtons
Camille Saint-Saëns komponierte eine Symphonische Dichtung Phaethon (1873).
Die zweite von Benjamin Brittens Sechs Metamorphosen nach Ovid für Solo-Oboe, op. 49, trägt den Titel Phaeton.
Carl Rütti vertonte eine frühneuzeitliche Interpretation des Phaethon-Stoffs von Sebastian Brant, welche den Sturz Phaethons mit einer Sonnenfinsternis gleichsetzt, Phaethon aber überleben und triumphal zurückkehren lässt. Es existieren zwei Fassungen für Männerchor und gemischten Chor, letztere als Bestandteil von Rüttis vierteiligen Sonnenfinsternis-Kantate.

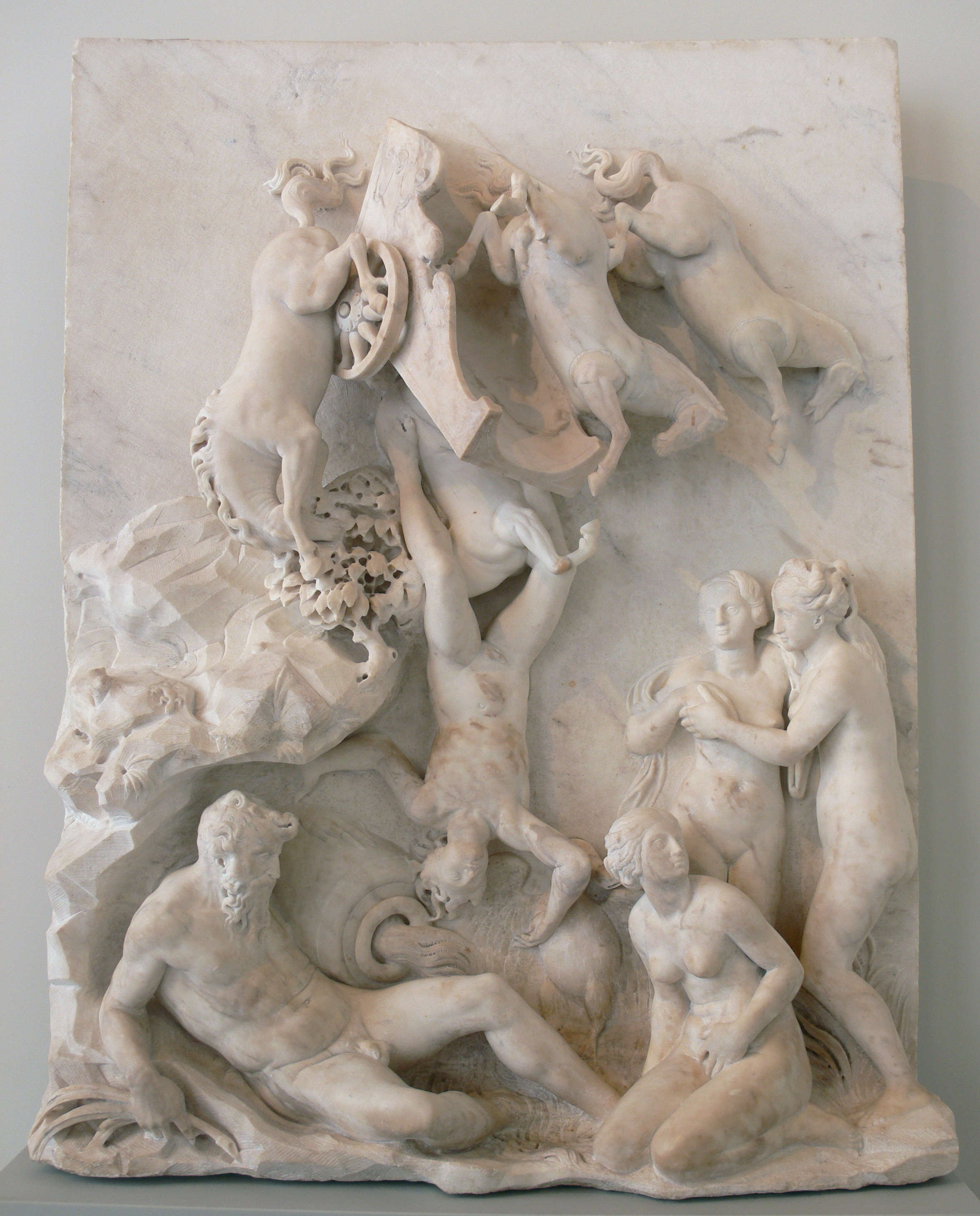
Simone Mosca, genannt Moschino: Der Sturz des Phaethon, 16. Jh. (Skulpturensammlung, Berlin)
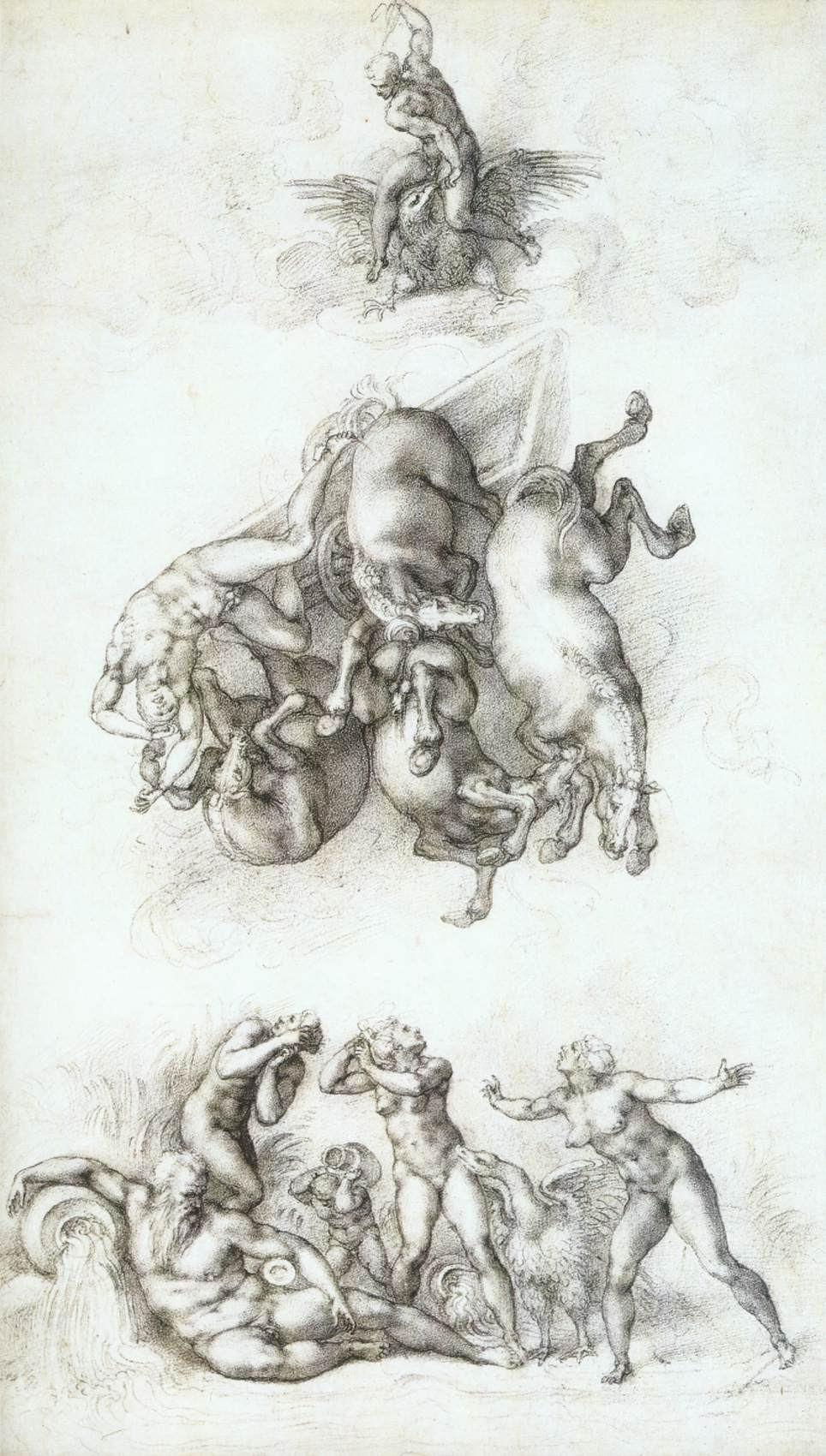
Michelangelo: Sturz des Phaeton. Kreidezeichnung, 1533 (Royal Collection)
Peter Paul Rubens: Der Sturz des Phaethon, um 1604/1605 (National Gallery of Art, Washington D. C.)
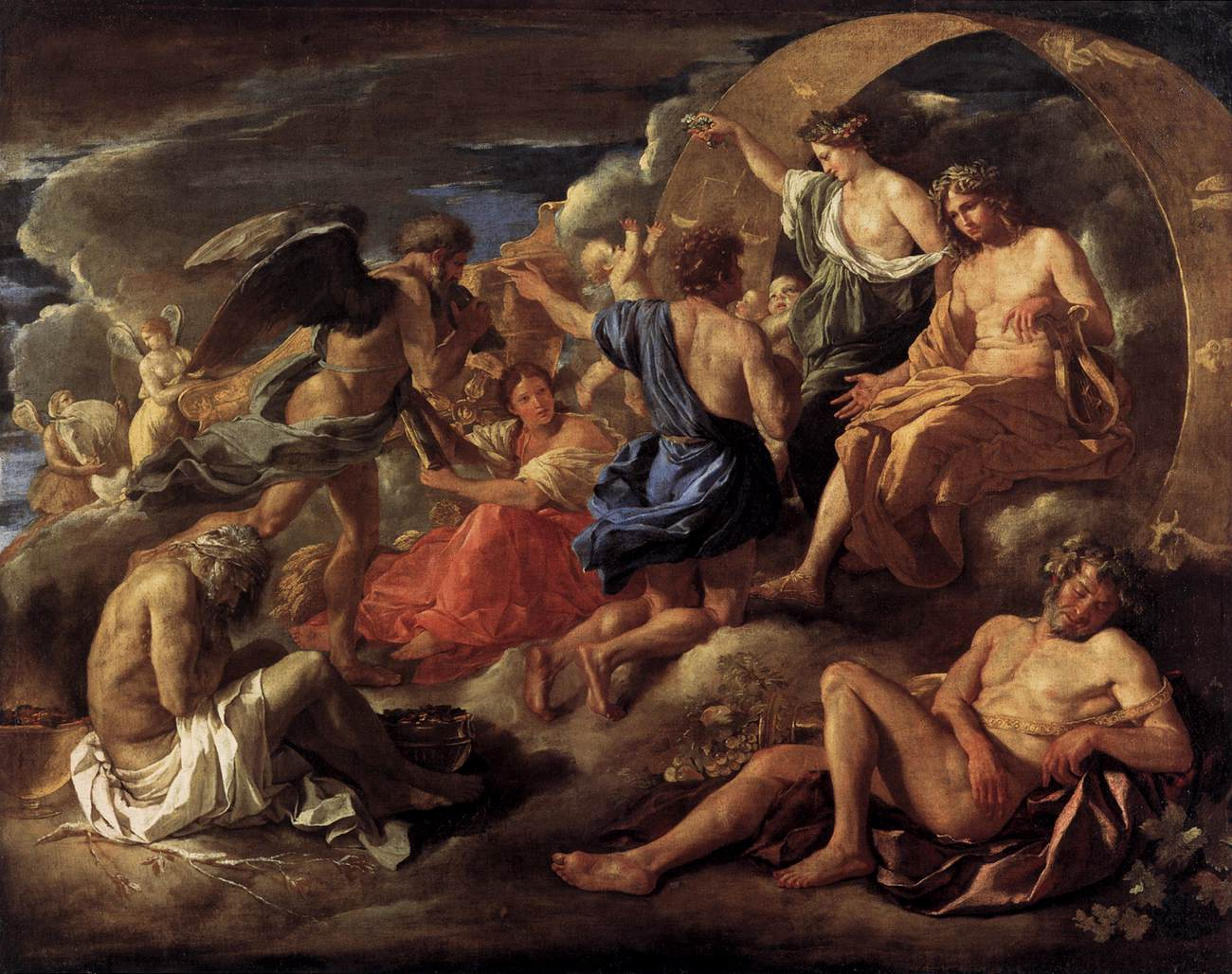
Nicolas Poussin: Helios und Phaeton mit Saturn und den vier Jahreszeiten. Etwa 1635 (Gemäldegalerie (Berlin))
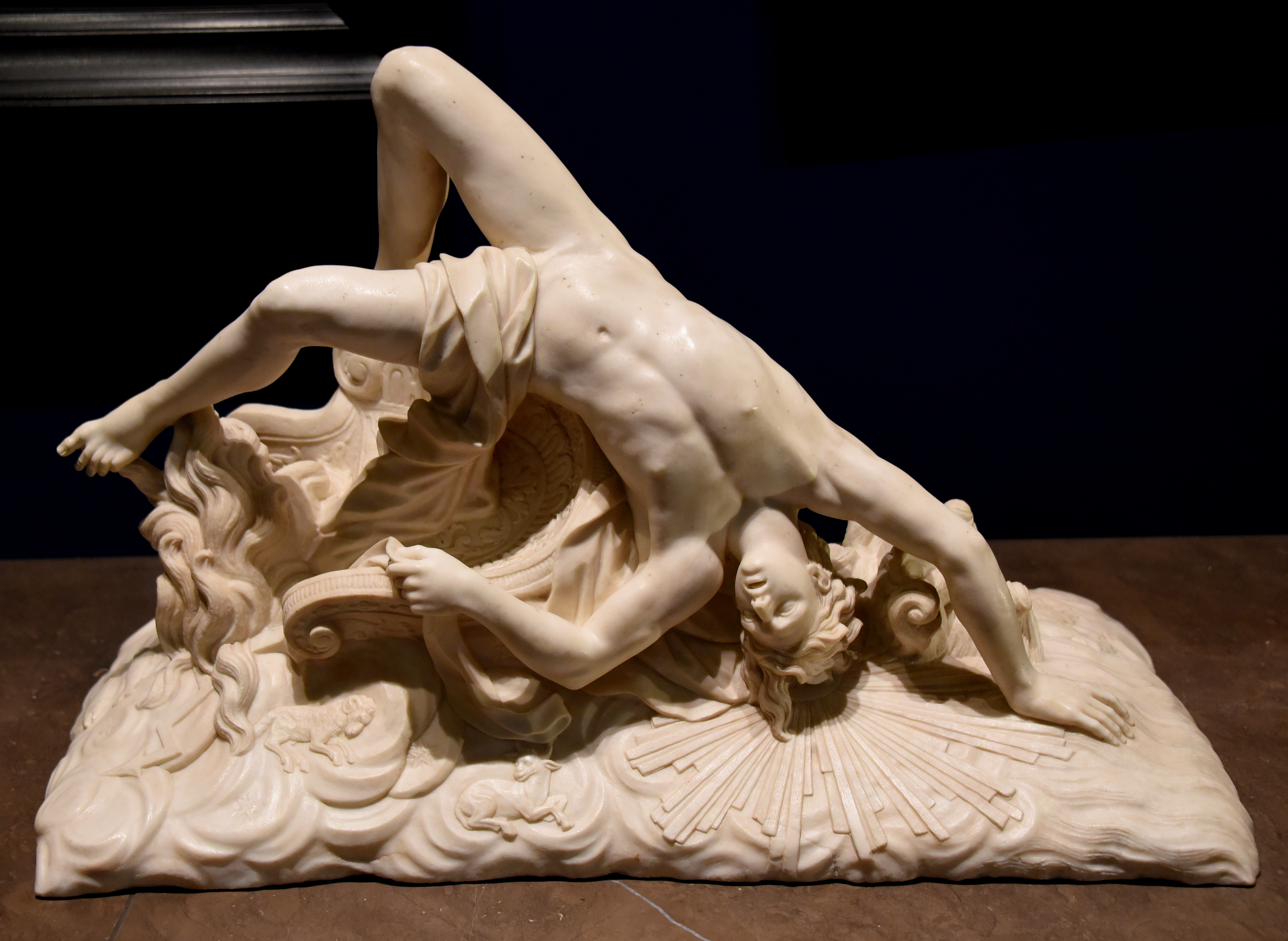
Dominique Lefevre: La chute du Phaeton. circa 1700–1711 (Victoria and Albert Museum, London)
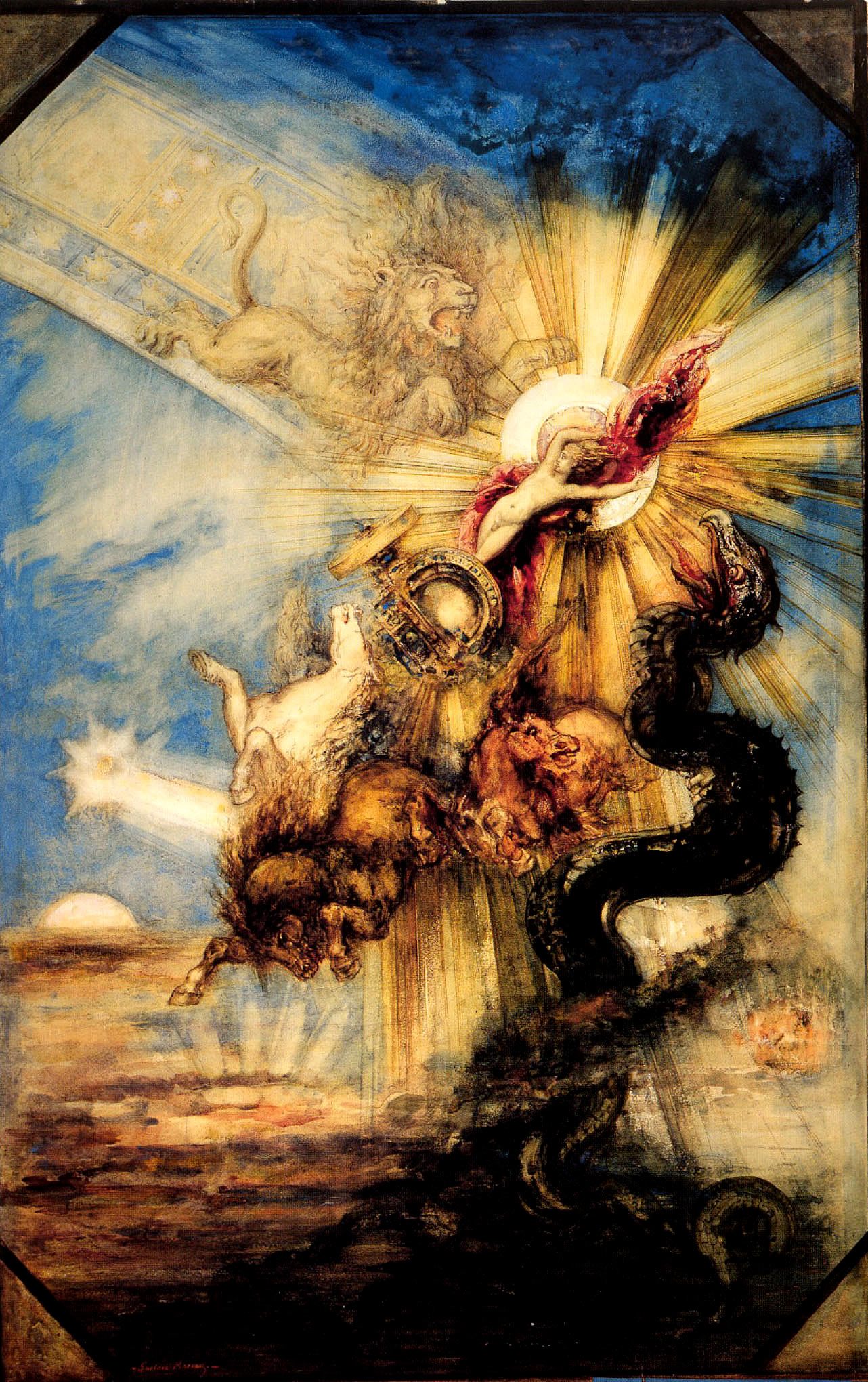
Gustave Moreau: Chute de Phaéton. 1878 (Louvre, Paris)

### Naturwissenschaft und Technik
Der Apollo-Asteroid (3200) Phaethon ist nach ihm benannt, ebenso der hypothetische Planet Phaeton.
Der VW Phaeton hat seine Bezeichnung von der Karosseriebauform Phaeton, die ihre Bezeichnung wiederum vom Kutschentyp Phaeton hat.

### Deutung als kosmische Katastrophe
Bereits Platon lässt im Timaios die Priester im ägyptischen Sais zum Athener Solon sagen:

„Denn was auch bei euch erzählt wird, daß einst Phaïton, der Sohn des Helios, den Wagen seines Vaters bestieg und, weil er es nicht verstand, auf dem Wege seines Vaters zu fahren, alles auf der Erde verbrannte und selber vom Blitze erschlagen ward, das klingt zwar wie eine Fabel, doch ist das Wahre daran die veränderte Bewegung der die Erde umkreisenden Himmelskörper und die Vernichtung von allem, was auf der Erde befindlich ist, durch vieles Feuer, welches nach dem Verlauf gewisser großer Zeiträume eintritt.“

Goethe benutzte die beiden Fragmente der verlorengegangenen Phaeton-Tragödie des Euripides, die Gottfried Hermann ihm im Juli 1821 zusandte und Karl Wilhelm Göttling für ihn übersetzte, zu einem nicht fertiggestellten „Versuch einer Wiederherstellung aus Bruchstücken“. In diesem Zusammenhang verwies er auf die Mitteilung in Aristoteles’ Meteorologica, einige der Pythagoreer hätten die Milchstraße die Bahn genannt, auf der Gestirne beim Untergang Phaetons niedergefallen seien, woraus sich ergebe, „daß die Alten das Niedergehen der Meteorsteine durchaus mit dem Sturze Phaetons in Verknüpfung gedacht haben.“ Daran anknüpfend kam der Geologe Wolf von Engelhardt 1979 zu dem Schluss, dass der Mythos eine Naturkatastrophe beschreibe.
2010 glaubten einige Hobby-Archäologen, die Sage vom Sturz Phaetons als Erinnerung an einen angeblichen Meteoriten-Einschlag im Chiemgau erkannt zu haben. Die Fachwissenschaft lehnt solche Hypothesen ab.
Katastrophistisch wird die Sage auch von Immanuel Velikovsky in seinem chronologiekritischen Werk Welten im Zusammenstoß (1950) gedeutet.